# Sztrima (Lipkovo)
Sztrima (macedónul: Стрима, albánul Strima) település Észak-Macedóniában, a Északkeleti körzetben, Lipkovo községben.

## Népesség
| Lakosok száma | 365  | 349  | 326  | 305  | 208  |      | 98   | 3    | 9    |
|               | 1948 | 1953 | 1961 | 1971 | 1981 | 1991 | 1994 | 2002 | 2021 |

- 2002-ben 3 lakosa volt, akik mindannyian albánok.